# Trigonospermum annuum
Trigonospermum annuum là một loài thực vật có hoa trong họ Cúc. Loài này được McVaugh & Lask. miêu tả khoa học đầu tiên năm 1972.